# ایال برکوویچ
ایال برکوویچ (به انگلیسی: Eyal Berkovic) هافبک اهل اسرائیل است که از سال ۱۹۹۲ تا ۲۰۰۴ میلادی عضو تیم ملی فوتبال اسرائیل بوده و در ۷۸ بازی ملی حضور داشته است. ایال برکوویچ توانسته در بازی‌های ملی، ۹ گل به ثمر برساند.